# Thy-le-Château
Thy-le-Château (en wallon Tî-l'-Tchestea) est une section de la ville belge de Walcourt située en Région wallonne dans la province de Namur.
Ce fut une commune à part entière avant la fusion des communes de 1977.

## Étymologie
Le nom de Thy-le-Château trouve son origine dans le mot latin termen signifiant « tertre ». On retrouve d’ailleurs cette racine dans les mots wallons tièr, tiêr, tyin.ne et tiène qui ont également cette signification. Le terme château est venu s’y adjoindre après l’édification d’un premier castel en ce lieu.

## Évolution démographique
- Source: DGS, 1831 à 1970=recensements population, 1976= habitants au 31 décembre

## Histoire

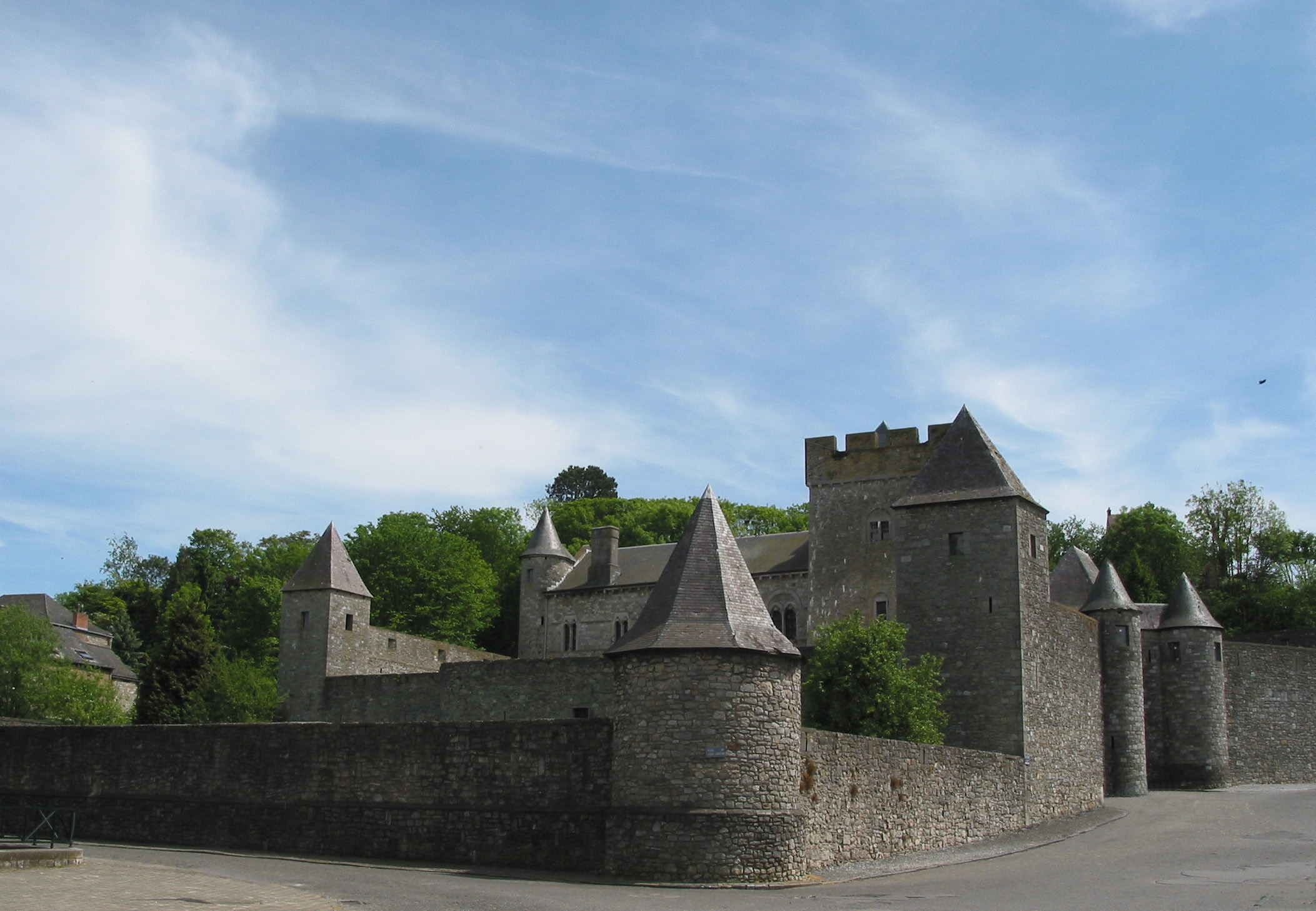
Le château.

Le village possède un riche passé tant sur le plan historique que sidérurgique. Si les mentions écrites du village remontent au IXe siècle, reste que des vestiges des temps romains dont un cimetière romain et un diverculum d'une chaussée romaine ont été découverts dans l'entre-deux-guerres. Un château médiéval restauré à plusieurs reprises trône au centre du village. Il témoigne de l'existence d'une ancienne cour féodale à Thy-le-Château.
Sur le plan de la sidérurgie, là aussi, on retrouve des traces d'activités sidérurgiques au Moyen Âge mais c'est durant le XXe siècle que le village de Thy-le-Château a connu son plein essor avec la Compagnie générale des Aciers et le laminoir Saint- Éloi.
Le 14 mai 1940, lors de la bataille de France, un convoi de munitions de l'armée française est arrêté dans le village lorsqu'une bombe de la Luftwaffe fait exploser l'un des camions, enflammant d'autres camions et des maisons du village : « Tout le centre du village n'est plus qu'un champ de ruines... Par chance, seuls quatre morts seront à déplorer, deux soldats et deux civils ». Enfin, 9 religieux et 5 laïcs sont arrêtés lors des rafles des 31 juillet et 31 août 1944 et déportés en Allemagne.
Une stèle commémorative : le 3 juillet 1995, une stèle a été inaugurée à la rue du Fourneau, devant l’ancien séminaire des Pères Blancs où eut lieu l’arrestation de neuf religieux et de cinq laïcs, déportés en Allemagne; seuls quatre rescapés retournèrent en Belgique en 1945.
La commune fut, le 4 novembre 1953, le théâtre d'un fait divers tragique, la tuerie de Thy-le-Château qui fit 7 victimes.
À ce jour, le château est utilisé pour organiser des événements divertissants et culturels comme les matchs de football de coupe du monde qui sont diffusés à l'intérieur du château sur un écran géant.

## Héraldique
|  | Blasonnement : Parti : au 1 d'azur semé de fleurs de lys d'or au 2, chevronné d'or et de sable de six pièces, ledit chevronné défaillant à dextre. - Arrêté royal : 10 avril 1954 |

## Patrimoine et folklore

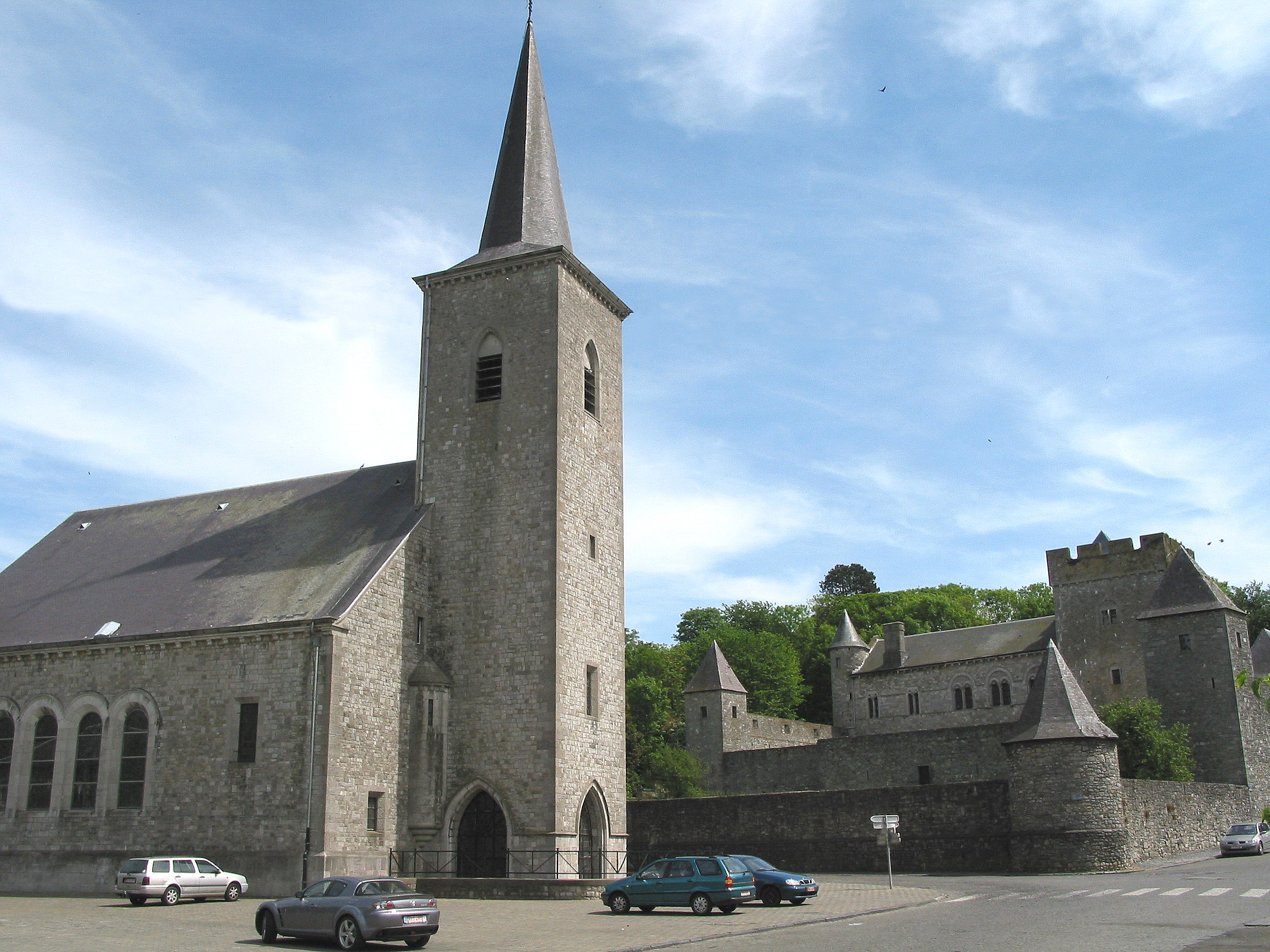
L’église Saints-Pierre-et-Paul.

### Patrimoine local
- L’église Saints-Pierre-et-Paul. Il s’agit d’un édifice en calcaire reconstruit de 1955 à 1959 sur les plans de l’architecte G. Puissant, en remplacement d’une église gothique du XVe-XVIe siècles fortement endommagée pendant la Seconde Guerre mondiale et particulièrement lors des bombardements de mai 1940. De l’église d’origine, ne subsiste que la haute tour-porche occidentale, retouchée en 1719 et dont le parement a été presque entièrement refait après la dernière guerre. Mais également, un porche en moyen appareil de calcaire sur base biseautée. Le porche et la haute tour sont classés depuis 1948. À l’intérieur, on retrouve une voûte d’ogive nervurée, la châsse de saint Pierre, le décor en céramique de Vinck et une pierre tombale du curé P. Yernaux, mort en 1764[2].

- Le château médiéval. Au XIIe siècle, on trouve des traces de l’existence d’un château mais les destructions ont été nombreuses au cours du temps. Il fut notamment incendié par les Sans-culottes en 1790 et resta à l’état de ruine pendant des années. Vers 1830, il est racheté par la famille Henseval qui le transforme en grange et habitation. En 1872, le château appartient à Louis Mouvet et devient une brasserie en 1896 sous le nom de « Brasserie de Thy-le-Château ». C’est en 1910 qu’il est racheté par Auguste et Félicien Choisis de la société « Choisis-Plennevaux », brasserie jusqu’en 1919. Cette année-là, c’est Louis Piret, propriétaire de l’usine Saint-Éloi, qui acquiert le château. De 1928 à 1931, la restauration complète du château est entreprise sur les plans de l’architecte Puissant : courtines, tours d’angle et châtelet d’entrée de l’enceinte sont reconstitués sur les bases anciennes. En 1940, l’explosion d’un convoi de munitions français endommage fortement le château. Il a été reconstruit depuis. Il est actuellement la propriété de Monsieur Corbeau et est inoccupé[2].
- Ancienne ferme du Château des Seigneurs. Située à une centaine de mètres au nord-est du château, de l'autre côté du Thyria. Aménagé en habitation, dont la pièce maîtresse est un logis de style gothique de la 2e moitié du XVIe siècle[3].
- Rare maison gothique datant de la 2e moitié du XVIe siècle et gravement touchée en 1940 et dont l'étage a été reconstruite sur le modèle ancien, située en face de l'entrée du château[4].
- L'ancienne maison communale. Date du XIXe siècle, elle est située rue des Marronniers.
- Ferme du Moulin, chemin du Moulin du Try. Située dans un méandre de la vallée de l'Eau d'Heure et séparé du moulin au no 3 par le bief ensemble semi-clôturé datant des XVIIe et XIXe siècles[5].
- Laminoirs Saint-Eloi, rue Louis Piret. Construits en 1904 par la Société Anonyme des Usines Métallurgiques de Saint-Eloi, en style néo-classique. Situés dans le fond de la vallée du Thyria[6].

- L’ancien moulin de Thy, construit dans la 1re moitié du XVIIIe siècle dont les ouvertures ont été ménagées au XIXe siècle[5].

### Folklore

#### Patrimoine culturel immatériel de l'humanité
La marche Saints-Pierre-et-Paul faisant partie des marches de l'Entre-Sambre-et-Meuse a été reconnue en décembre 2012 avec quatorze autres marches comme chef-d'œuvre du patrimoine oral et immatériel de l'humanité par l'UNESCO. Elle se déroule le dimanche 29 juin ou le premier dimanche qui suit le 29 juin. Elle est formée par trois compagnies : la Relève (marcheurs n'ayant pas encore 16 ans accomplis), la Compagnie Saints-Pierre-et-Paul et la Compagnie des Zouaves.

## Économie
Thy a vécu de la métallurgie pendant des siècles : marteaux, moulins à fer, affineries, platineries s’y sont implantés. C’est au XIXe siècle que la grande industrie métallurgique connut son apogée, notamment grâce à la création en 1848 de la ligne de chemin de fer reliant Thy-le-Château au bassin de Charleroi. En 1763, la société de Thy fut créée. À cette époque, il y avait une forge et une fonderie. Les minerais siliceux et la castine étaient extraits aux abords de l’usine et dans les villages voisins, le charbon de bois était produit en abondance dans les forêts de la région. La Thyria fournissait la force motrice. C’est en 1893 que la société transporta ses activités et son siège social à Marcinelle.

## Jumelage
Bonnières-sur-Seine (France) depuis 1972.